# Lewis Rickinson

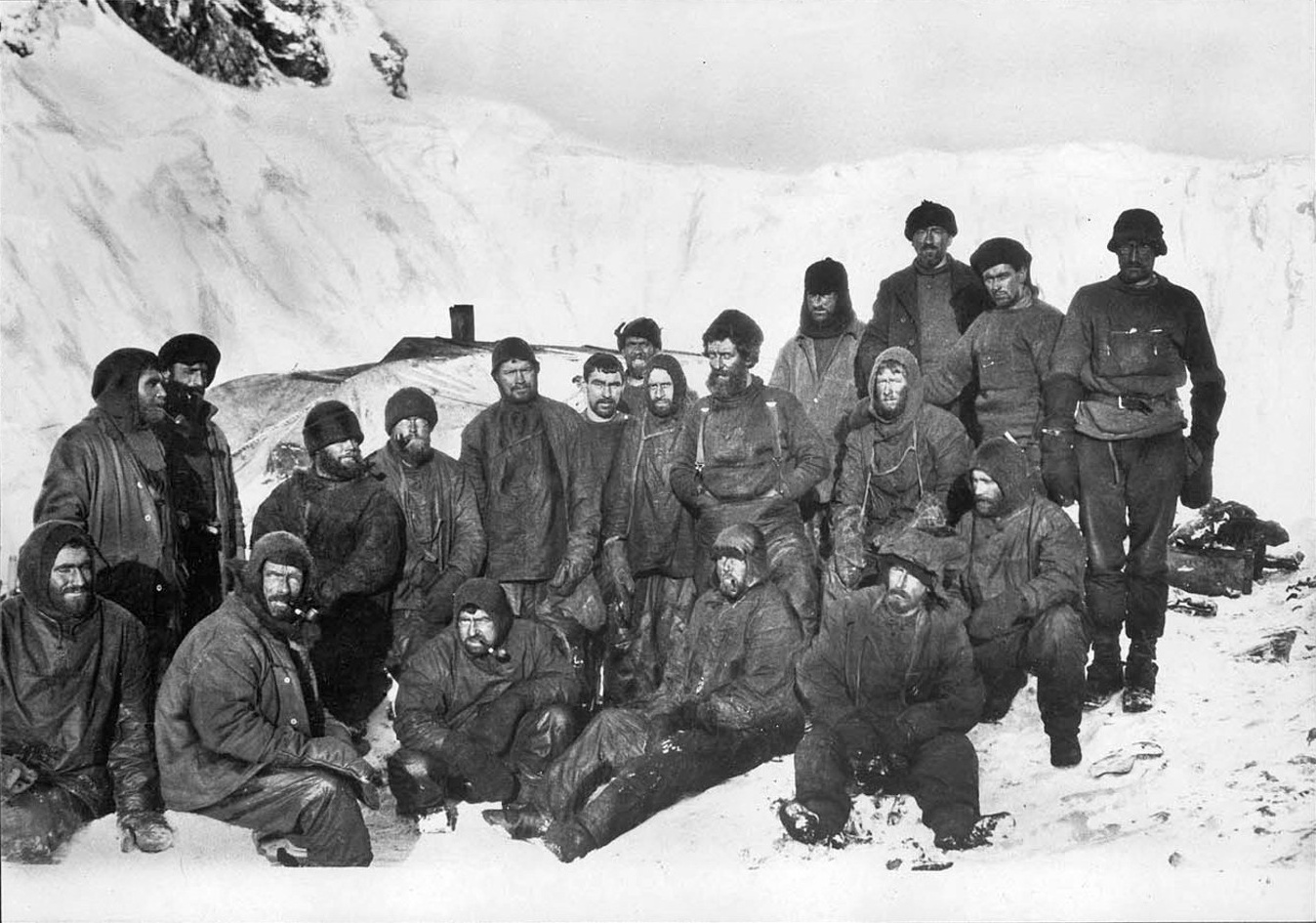
Lewis Rickinson (rechte Bildhälfte, vorne sitzend) und der Großteil der anderen auf Elephant Island gestrandeten Männer der Endurance-Expedition (1916)

Lewis Raphael „Ricky“ Rickinson (* 21. April 1883 in London; † 16. April 1945 in Newbury, Berkshire) war ein britischer Schiffsingenieur, der an der Endurance-Expedition (1914–1917) des britischen Polarforschers Ernest Shackleton in die Antarktis teilnahm.

## Leben
Rickinson wurde als eines von drei Kindern des Handlungsreisenden Charles Napier Rickinson (1856–1939) und dessen Frau Emma (geborene Isaac, 1859–1893) im Londoner Stadtteil Lewisham geboren. Im Mai 1910 erhielt er vom Board of Trade sein Zertifikat als „Ingenieur Erster Klasse“ mit der Spezialisierung auf dem Gebiet der Verbrennungsmotoren.
Im Jahr 1914 bewarb er sich trotz seiner Abneigung gegenüber Kälte bei Shackleton für die Teilnahme an dessen zweiter eigener Antarktisexpedition und wurde leitender Maschinist an Bord des Forschungsschiffs Endurance. Zum zweiten Maschinisten Alexander Kerr (1892–1964), mit dem er sich eine Kajüte teilte, entwickelte sich eine enge Freundschaft. Von anderen Mannschaftskameraden wurde Rickinson als beliebt, ausgeglichen und verlässlich beschrieben. Nach dem Untergang der Endurance und dem Zwangsaufenthalt auf dem Meereis litt er schwer unter den Bedingungen der Überfahrt nach Elephant Island. Bei der Anlandung hatte er offenbar einen leichten Herzinfarkt. Bereits zuvor hatte er sich nach Shackletons Darstellung unter der Einwirkung von Meersalz einige stark entzündete Furunkel an Armen und Beinen zugezogen. Seine angegriffene Gesundheit führte dazu, dass er die rund viereinhalb Monate auf der Insel bis zur Rettung am 30. August 1916 durch den Schlepper Yelcho größtenteils in der Notunterkunft verbrachte. Ungeachtet dessen wurde er für seine Leistungen bei der Expedition mit der silbernen Ausführung der Polar Medal geehrt.
Nach seiner Rückkehr von der Antarktisreise heiratete er 1918 Marjorie Kate Snell (1896–unbekannt), mit der er einen Sohn (1919–1976) und eine Tochter (1923–1990) bekam. Die Ehe wurde 1933 geschieden. Während des Ersten Weltkriegs diente er bei der Royal Navy. Danach arbeitete er als Schiffstechniker und Ingenieur in beratender Funktion. Im Zweiten Weltkrieg war Rickinson Ausbildungsingenieur der Einrichtung HMS Pembroke in Chatham. Er starb 1945 wenige Tage vor Vollendung seines 62. Lebensjahres in Newbury, Berkshire an den Folgen einer Erkrankung an Lungenkrebs.